# Royal Fleet Auxiliary
Royal Fleet Auxiliary (RFA) je flotila pomocných lodí patřící britskému ministerstvu obrany. Lodě mají převážně civilní posádky. Zřízena byla v roce 1905 a od té doby se podílela na všech operacích královského námořnictva, například na operacích za první i druhé světové války, korejské války či falklandské války. Jejím hlavním úkolem je logistická podpora válečných lodí královského námořnictva při operacích mimo dosah vlastních základen. Může se též podílet na výsadkových operacích a výcviku. Flotila RFA prochází v posledních dekádách postupnou redukcí. Zatímco v roce 2002 provozovala dvacet plavidel, v roce 2022 už to bylo pouze devět. Jádro sil RFA představují tři zásobovací tankery třídy Tide (čtvrtý je v rezervě) a tři výsadkové dokové lodě třídy Bay.

## Historie
RFA k roku 2010 provozovala 12 plavidel a zaměstnávala na 2000 civilistů (řada lodí ale má částečně vojenské posádky, starající se například o provoz vrtulníků). RFA tehdy tvořily dva rychlé tankery třídy Wave, dva malé tankery třídy Rover, tři zásobovací lodě tříd Fort Rosalie a Fort Victoria, plavidlo pro letecký výcvik Argus, dílenská loď Diligence a tři pomocné výsadkové dokové lodě třídy Bay. Další plavidla ve vlastnictví ministerstva obrany byla v době míru pronajata civilním uživatelům. Jednotrupé tankery tříd Rover a Leaf v letech 2017–2019 nahradily čtyři nové tankery třídy Tide s výtlakem přes 37 000 tun.
V programu Fleet Solid Support (FSS) je plánována stavba tří zásobovacích lodí, které nahradí dvě jednotky třídy Fort Rosalie a plavidlo Fort Victoria. Plavidla třídy Fort Rosalie přitom byla roku 2021 prodána Egyptu. Plavidla mají být zařazena do roku 2032. Provoz cvičné letadlové lodě Argus má být prodloužen do roku 2030. Původně měla být vyřazena bez náhrady roku 2024, ale RFA by tím ztratila důležitou schopnost, takže bylo tohoto rozhodnutí přehodnoceno.

## Složení

### RFA
- Třída Tide – zásobovací tanker
  - RFA Tidespring (A136)
  - RFA Tidesurge (A138)
  - RFA Tideforce (A139)

- Třída Bay – výsadková doková loď
  - RFA Lyme Bay (L3007)
  - RFA Mounts Bay (L3008)
  - RFA Cardigan Bay (L3009)

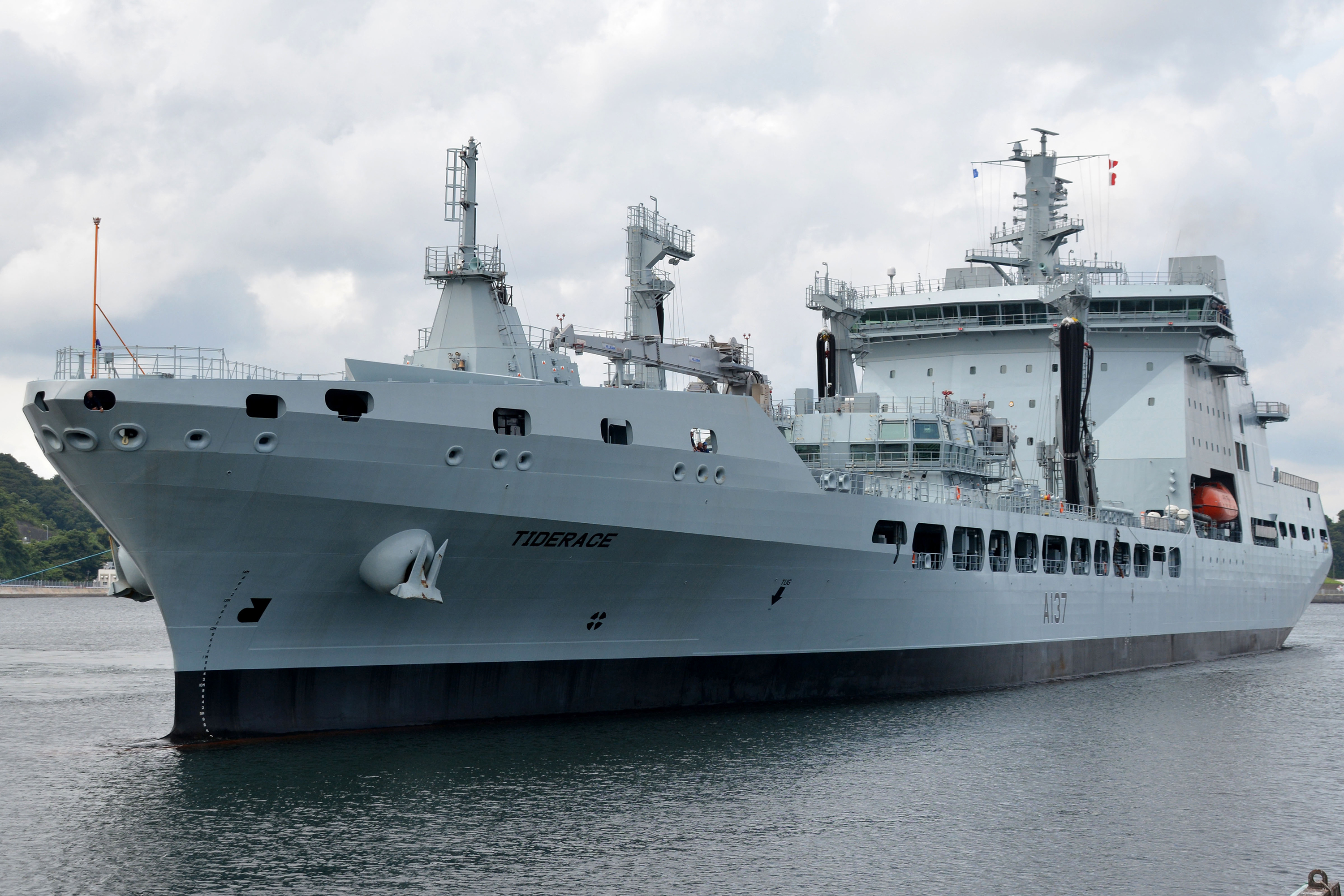
RFA Tiderace (A137)

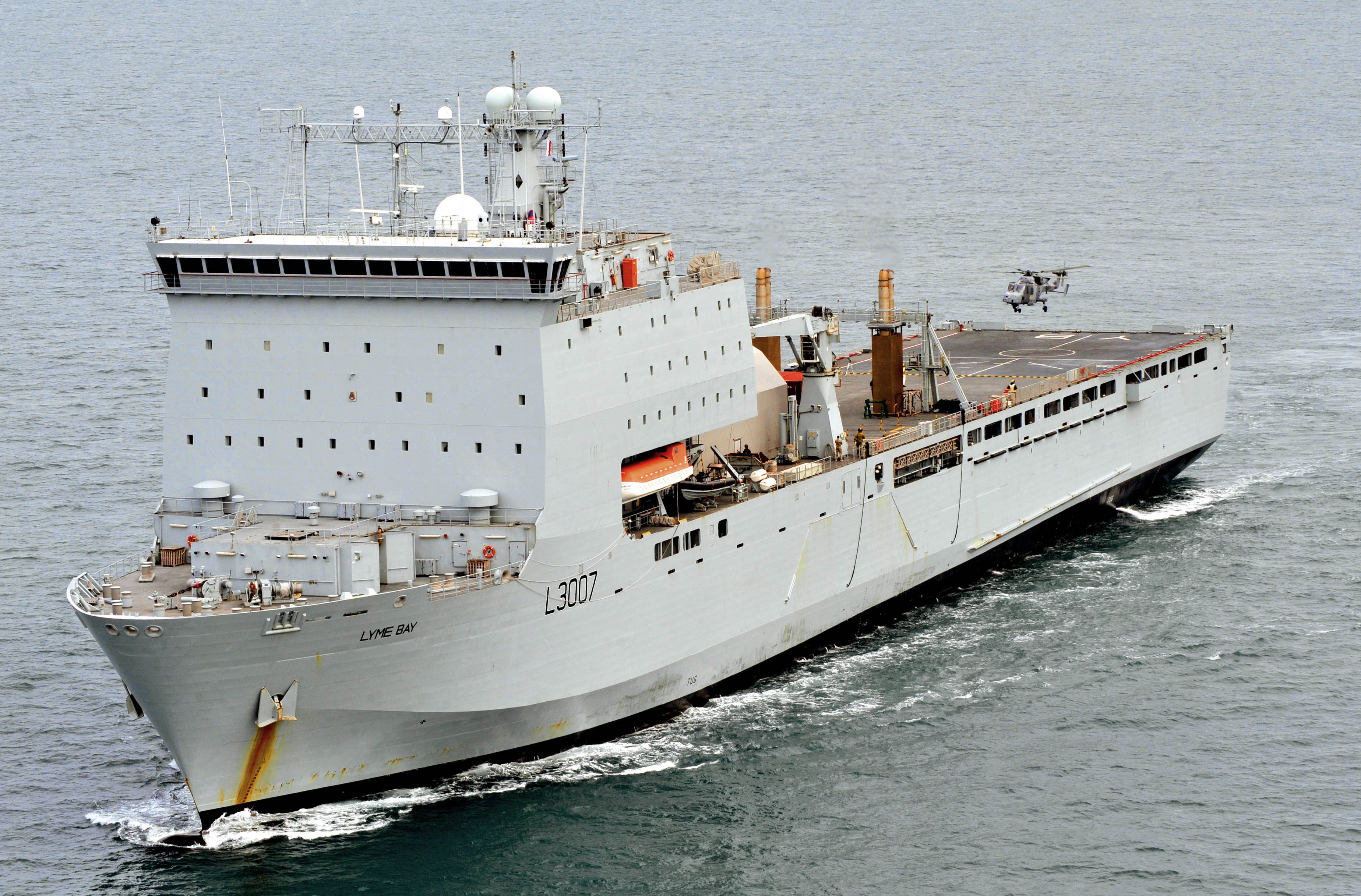
RFA Lyme Bay (L3007)

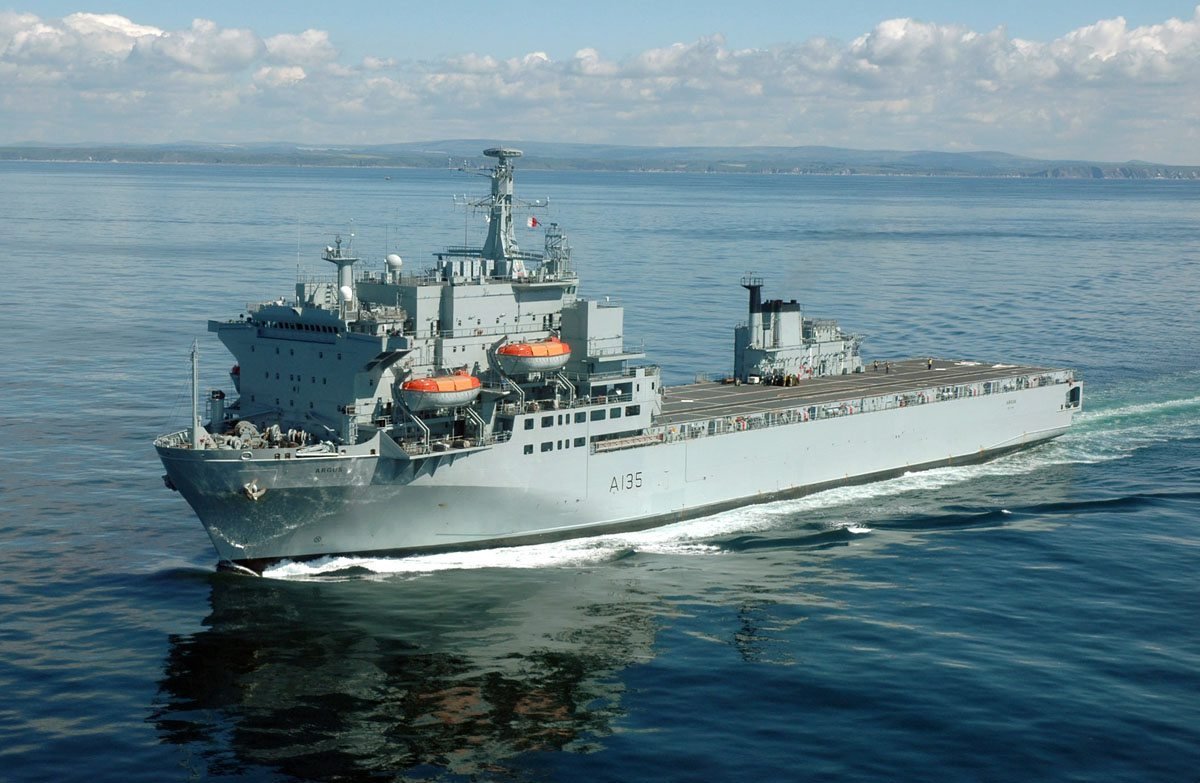
RFA Argus (A135)

- RFA Argus (A135) – cvičná letadlová loď

- RFA Proteus (K60) (ex Topaz Tangaroa) – přestavěné civilní plavidlo na podpůrnou loď pro ochranu mořského dna infrastruktury v rámci programu Multi-Role Ocean Surveillance Ship (MROSS)

### Rezerva
- Třída Tide – zásobovací tanker
  - RFA Tiderace (A137)

- Třída Fort Victoria – bojová zásobovací loď
  - RFA Fort Victoria (A387)

- Třída Wave – tanker, v roce 2024 oznámen plán na vyřazení plavidel[5]
  - RFA Wave Knight (A389)
  - RFA Wave Ruler (A390)

### Ministerstvo obrany
Plavidla v době míru pronajatá civilnímu sektoru:
- Třída Point – nákladní loď typu Ro-Ro (4 ks)
- MV Maersk Rapier – tanker

## Plánované akvizice
- Fleet Solid Support (FSS, 3 ks) – Bojové zásobovacích lodě přepravující kromě pevného nákladu i munici. Roku 2023 objednány u konsorcia Team Resolute tvořeného společnostmi Harland & Wolff, BMT a Navantia UK.[6]